# Bongo Flava (Film)
Bongo Flava ist ein deutscher Dokumentarfilm über die gleichnamige Hip-Hop-Kultur in Tansania von Gabriel Hacke und Anna Roch aus dem Jahr 2004. Der Film wurde auf den 21. video/film tagen mit dem Preis
der Landeszentrale für politische Bildung Rheinland-Pfalz ausgezeichnet und lief beim Münchner EthnoFilmFest sowie in einigen ausgewählten Kinos. Die Kinopremiere war am 3. Februar 2004 im Kino Mon Ami in Weimar. Im März 2008 lief der Film mehrmals im Programm von ZDFdoku. Die bei den Dreharbeiten entstandenen Musikvideos „Majobless“ und „Nyumbani ni Nyumbani“ liefen in der Sendung Unicato im MDR sowie im tansanischen Fernsehen.

## Inhalt
Die Begeisterung der Jugend Tansanias für ihr Bild vom afroamerikanischen Hip-Hop ist der Ausgangspunkt für das Phänomen Bongo Flava. Der Film zeigt, wie sich in Tansania eine eigene Form städtischer Jugendkultur entfaltet, die mittlerweile eine maßgebliche gesellschaftliche Kraft ist und alle anderen afrikanischen Musikstile an Kassettenverkäufen übertrifft. Im Film lernt der Zuschauer Stars und Sternchen der tansanischen Hip-Hop-Szene kennen und erfährt, warum diese Menschen trotz ihres offensichtlichen Erfolgs in Armut leben.

## Hintergrund
Der Film entstand im Rahmen eines ethnographischen Forschungsprojektes zur Hip-Hop-Kultur in Tansania am Institut für Ethnologie der Freien Universität Berlin. Die Autoren beschäftigten sich 2001 und 2002 insgesamt sechs Monate vor Ort mit der kulturellen Praxis des Bongo Flava. Einblicke erlangten sie durch das beobachtende, zeitweilige Zusammenleben mit verschiedenen tansanischen Rap-Musikern.

## Kritik
„Ein unaufdringlicher, sehr genau beobachtender Dokumentarfilm, der durch die freundschaftliche Nähe zu seinen Protagonisten und durch die ethnographische Durchdringung seines Themas überzeugt.“